# Der Metzger muss nachsitzen
Der Metzger muss nachsitzen ist ein deutscher Fernsehfilm von Andreas Herzog aus dem Jahr 2015, nach der gleichnamigen Romanvorlage von Thomas Raab. Es ist die zweite Folge der Krimireihe Der Metzger mit Robert Palfrader und Dorka Gryllus in den Hauptrollen.

## Handlung
Als Restaurator Willibald Adrian Metzger spät abends aus seiner Werkstatt heimkehrt, stolpert er im Park über eine Leiche. Erschrocken stellt er fest, dass er den Mann aus seiner Schulzeit kennt. Metzger begibt sich zum Polizeirevier, um den Leichenfund zu melden, und trifft dort schon wieder auf einen alten Schulkameraden: Pospischill. Dieser ist inzwischen Kommissar und will sich von Metzger den Fund zeigen lassen, doch ist die Leiche inzwischen verschwunden und Metzger ratlos. Am nächsten Tag muss er feststellen, dass jemand in seine Werkstatt eingebrochen ist. Es wurde jedoch nichts gestohlen. Stattdessen findet Metzger ein Foto aus seiner Schulzeit und einen Zettel mit dem Satz: „... und jedem Anfang wohnt ein Zauber inne.“ Kurz darauf besucht ihn Pospischill und beide sprechen über die alten Zeiten. Der Kommissar will dabei noch immer nicht glauben, dass dem Metzger der Felix Dobermann als Leiche begegnet sein soll. Seltsam ist allerdings, dass dieser seit seiner Haftentlassung nirgendwo aufgetaucht ist. Metzger meint deshalb, er werde ein Klassentreffen organisieren, um mal wieder alle zusammenzuholen. So richtig wohl fühlt er sich allerdings nicht dabei, denn er hat an seine Schulzeit nicht die besten Erinnerungen. Insbesondere unter Felix Dobermann musste er arg leiden, weil dieser ihn stets ärgerte und vor den anderen bloßstellte. Durch seine Schüchternheit konnte er den anderen nie richtig entgegentreten.
Nachdem Metzger seine Einladungen fertig gestellt hat, verteilt er diese auch unter seinen damaligen Lehrern, die zum Teil noch heute an der Schule unterrichten. Zufällig trifft er dort seine heimliche Jugendliebe Danjela Djurkovic wieder, der er sogleich von seinem Leichenfund berichtet und dass wohl jemand möchte, dass er wieder zum Hobbydetektiv wird.
Am Tag des Klassentreffens zeigen sich alle sehr verwundert, dass ausgerechnet „ihr“ Metzger sie alle eingeladen hatte. Bei allen Gesprächen über die alte Zeiten und ihre vielen Streiche bleibt Metzger sehr aufmerksam. Ein wenig interessant wird es zum fortgeschrittenen Abend, als der Alkohol seine Wirkung zeigt, doch verrät sich niemand als möglicher Mörder. Im Gegenteil, niemand weiß so recht, was ihr alter Freund Dobermann heute so treibt. Da einige der Einladung nicht gefolgt waren, will Metzger diesen ein wenig auf den Zahn fühlen. Zuerst besucht er seinen alten Prof. Eder. Er ist heute mit Birgit Kitzler verheiratet, in die Metzger und seine Kameraden damals alle verliebt gewesen waren. Insbesondere Felix Dobermann hatte ihr sehr nachgestellt. Das ging so weit, dass die beiden bei Intimitäten ertappt wurden und Dobermann daraufhin die Schule verlassen musste. Kurz nach seinem Gespräch bei Birgit Kitzler wird Metzger zu einer Brücke bestellt, doch als er dort auf seine Informantin wartet, wird er von hinten niedergeschlagen und ins Wasser geworfen. Er wird aber von einem mysteriösen Leichenwagenfahrer aus dem Fluss gerettet und wacht später bei Danjela in der Badewanne auf.
Metzger kommt auf eine Idee, wie er die Leiche eventuell finden kann. Das bringt zum Teil Erfolg, denn die Spur führt in die Wohnung von seinem alten Schulkameraden Mario Sedlatschek, in der eindeutige Zeichen darauf hindeuten, dass Dobermann hier erschossen wurde. Wie Metzger schon vor 25 Jahren ahnte, waren sowohl Dobermann als auch Sedlatschek homosexuell und ein Paar. Alle Nachstellungen Dobermanns nach dem weiblichen Geschlecht waren stets nur Tarnung, um seine wahre Neigung nicht zu verraten. Metzger findet ebenso heraus, dass Dobermann für einen Mord ins Gefängnis musste, den nicht er, sondern Prof. Eder aus Eifersucht begangen hatte. Nachdem Prof. Eder dies ungewollt zugibt, wird er von Kommissar Pospischill festgenommen. Allerdings war er für Dobermanns Tod nicht verantwortlich. Dieses Rätsel löst sich auf, als Sedlatschek Metzger nach Eders Festnahme einen Brief von seinem Freund Dobermann übergibt. Hierin schreibt dieser, dass er sich selbst umgebracht und mit Sedlatschek als Helfer für Metzger die Fährte gelegt hat, damit er als Hobbydetektiv seine Unschuld beweist, weil er dies aus Krankheitsgründen nicht mehr konnte. Er entschuldigt sich im Nachhinein bei Metzger, ihn in der Schule so sehr geärgert zu haben, dies täte ihm sehr leid, zumal er ihn eigentlich immer beneidet hatte, weil er so sein konnte, wie er war, und er sich nie „verstecken“ musste.

## Hintergrund
Der Metzger muss nachsitzen wurde vom 18. August bis zum 16. September 2014 in Tirol gedreht und am 19. Februar 2015 im Ersten ausgestrahlt.

## Kritiken
Volker Bergmeister schrieb auf Tittelbach.tv: „Der zweite Krimi um den Restaurator Willibald Adrian Metzger, der das Kriminalisieren nicht lassen kann und der in diesem Fall mit seiner schulischen Vergangenheit & seiner Rolle als übergewichtiger Prügelknabe konfrontiert wird, hebt sich wohltuend ab von der öffentlich-rechtlichen Fernsehkrimi-Routine.“
Die Kritiker der Fernsehzeitschrift TV Spielfilm vergaben kommentarlos die beste Wertung (Daumen nach oben) und schrieben: Ein „Vergnügen mit kinoreifen Bildern und schön süffisantem Humor. Mit schön ausgereizten Nebenrollen und einem nett verschrobenen Helden, den man nicht so schnell über hat. Der Metzger besitzt kein Handy und keinen Fernseher, aber vielleicht würde er sich hierfür ja einen anschaffen.“ Fazit: „Hintersinniger Witz und klasse Dialoge!“
Ulrich Feld von der Frankfurter Neue Presse bewertet Der Metzger muss nachsitzen als „Überkonstruiert“. Der Film „krankte“ „mit aller Gewalt skurril und anders sein zu wollen als andere Krimis und dabei die Schlüssigkeit der Geschichte zu vernachlässigen.“ Der „überladene Plot“ hätte zu viele „Nebenhandlungen und Nebenfiguren“. „Aus der Grundidee der Geschichte mit Rückblenden in die Schulzeit der Hauptfigur hätte sich was machen lassen. Nur leider gibt es dann nach knapp 40 Minuten diese Szene auf dem Klassentreffen, in der eine alte Lehrerin den Schülern einen Schnaps spendiert. Ab diesem Moment läuft nämlich nicht nur die Party, sondern auch der ganze Film aus dem Ruder.“